# Evenskjer

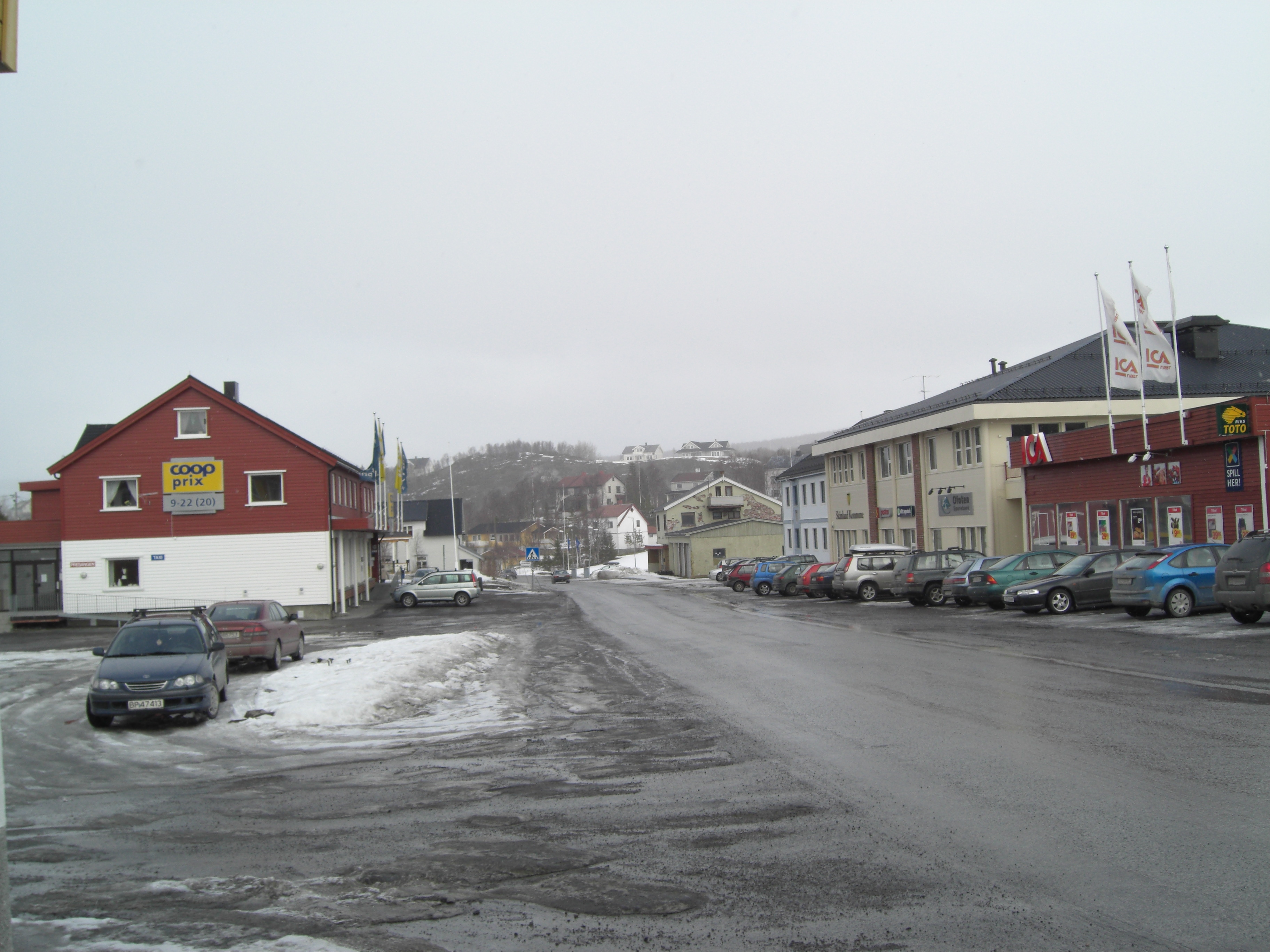
Centro de Evenskjer

Evenskjer es un pueblo del municipio de Tjeldsund en la provincia de Troms, Noruega. Se asienta en el estrecho de Tjeldsundet, a 25 km al sur de Harstad. La ruta europea E10 pasa por el norte de Evenskjer. Tiene una superficie de 0,7 km².
Es sede de la iglesia de Skånland, una de las más grandes del Nord-Norge hecha de madera. Hay dos escuelas, Soltun y Skånland.